# Mechanizm międzywęzłowy dyfuzji

Rys. 1. Geometryczny zakres istnienia luk w sieci regularnej przestrzennie centrowanej A2.
__ – luka oktaedryczna
__ – luka tetraedryczna

Mechanizm międzywęzłowy dyfuzji – mechanizm dyfuzji w ciałach stałych, polegający na przypadkowych przeskokach atomów międzywęzłowych w nieobsadzone luki w sieci krystalicznej.

## Ogólne informacje
Dyfuzja międzywęzłowa małych atomów może zachodzić nawet w krysztale doskonałym. Energia aktywacji współczynnika dyfuzji jest równa tylko entalpii migracji atomów. W warunkach małego stężenia migrujących atomów po miejscach międzywęzłowych ich ruch nie zależy od poprzedniego przeskoku. Poruszające się atomy przeskakują od jednego miejsca (luki oktaedrycznej lub teraedycznej) do sąsiedniego miejsca (patrz rys.1.). Długości skoków w każdym typie sieci krystalicznej układu regularnego są izotropowe. Ich wartości zmieniają się tylko względem parametru sieci w zależności od typu sieci krystalicznej.

## Termodynamika procesu

Rys. 2. Poglądowy schemat dyfuzji mechanizmem międzywęzłowym w materiałach o sieci regularnej przestrzennie centrowanej A2 (luki oktaedryczne).
__ – atomy węzłowe
__ – atom międzywęzłowy

Średnia częstotliwość pokonywania bariery potencjału jest aktywowana termicznie, opisuje ją równanie Arrheniusa:
{\displaystyle \omega =\nu _{0}\cdot \exp \left(-{\frac {G^{M}}{k_{B}T}}\right),}
gdzie:
{\displaystyle \nu _{0}} – częstotliwość prób przeskoku atomu równa częstotliwość Debye’a [1/s],
{\displaystyle G_{M}} – bariera potencjału związana z przeskokiem atomu do luki [J],
{\displaystyle k_{B}} – stała Boltzmanna [J/K],
{\displaystyle T} – temperatura bezwzględna [K].
Częstotliwość przeskoków atomu z jednej pozycji międzywęzłowej do drugiej zależy tylko od średniej częstotliwości pokonywania bariery potencjału związanej ω, co zapisuje się zależnością:
{\displaystyle \Gamma =\omega ,}
gdzie:
{\displaystyle \Gamma } – średnia częstotliwość przeskoków atomu,
{\displaystyle \omega } – średnia częstotliwość pokonywania bariery potencjału [1/s].
W przeciwieństwie do mechanizmu wakansowego prawdopodobieństwo kolejnych przeskoków atomu jest słabo skorelowane z poprzednim przeskokiem. Współczynnik korelacji f przyjmuje dwie wartości. W przypadku małego stężenia atomów w pozycjach międzywęzłowych (najczęstsza sytuacja) równy jest 1 (brak korelacji). Dla przypadków o dużym stężeniu jest mniejszy od 1. Znając wszystkie powyższe wielkości można oszacować szybkość heterodyfuzji atomów międzywęzłowych w roztworach stałych.

## Znaczenie przemysłowe
- obróbka cieplna (np. hartowanie, odpuszczanie, wyżarzanie itp.)
- sferoidyzacja
- nasycanie dyfuzyjne niemetalami (np. nawęglanie, azotowanie, borowanie itp.)
- problematyka przechowywania wodoru
- degradacja materiałów (np. choroba wodorowa miedzi)
- wpływ na wysokości temperatury zeszklenia i temperatury topnienia
- efekt Wignera